# فیلم۴
فیلم۴ (انگلیسی: Film4) شرکت رسانه‌ای بریتانیایی است، که در سال ۱۹۹۸ تأسیس شد.